# Denumiri dacice de plante medicinale

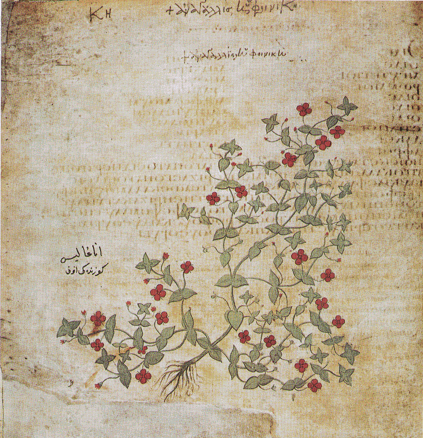
O pagină din „De materia medica” a lui Dioscoride (mansucrisul Vienna Dioscurides), reprezentând o scânteiuţă (Anagallis arvensis). Pentru această plantă se menționează denumirile dacice cercer, cerceraphron, kerker, kerkeraphron.

Numeroase denumiri dacice de plante medicinale sunt cuprinse în două lucrări antice de medicină, prima aparținând lui Dioscoride Pedanios, iar a doua lui Pseudo Apuleius.
Conform atestărilor unor istorici medievali, printre care se găsește și Iordanes, dacii erau buni cunoscători ai plantelor medicinale, iar această cunoaștere era asociată cultului lor religios. Seneca aflase și el despre „acele ierburi ale căror rădăcini strivite distilează ucigătoare sucuri” și servesc magiei fioroase a Medeei, ierburi care cresc la Dunăre.
Tocmai datorită acestui interes și talent al dacilor cu privire la cunoașterea și folosirea plantelor medicinale, dispunem de unul dintre cele mai importante tezaure de limbă dacă pe care ni l-a lăsat istoria, altfel atât de parcimonioasă cu informațiile privind limba dacilor.
Cuvintele dace care ni s-au păstrat prin lucrările lui Dioscoride și Apuleis sunt prezentate separat, la articolul „Listă de denumiri dacice de plante medicinale”.

## Dioscoride
Despre Dioscoride Pedanios, Coloman Vaczy ne informează că a trăit în sec. I d. Hr. Era originar din Anazarba, localitate aflată în Cilicia (Asia Mică). A fost militar, probabil medic în armata romană, pe timpul domniei împăratului Claudius (42-54) și botanist. Este cunoscut ca fiind autorul lucrării intitulate „De materia medica”, scrisă se pare între anii 60 și 80 d. Hr. În text autorul a dat corespondentul unor denumiri de plante în mai multe limbi, între care și în limba dacă.
Lucrarea lui Dioscoride este scrisă în limba greacă. Alfabetul grecesc având doar 24 de litere, redarea limbii dacilor nu putea să fi fie realizată decât cu o mare aproximație pentru fonemele specifice, acelea care trebuie să fi lipsit din limba greacă veche. Nesiguranței acesteia inerente este posibil să i se fi adăugat și deformări suferite la repetatele copieri ale manuscriselor de către copiștii târzii care, este de presupus, nu aveau nici cele mai vagi cunoștințe de limbă dacă. Deformarea menționată pare evidentă în câteva cazuri. Totuși lucrarea lui Dioscorides a fost, în general, îngrijit redactată, cu o ortografie relativ corectă.

## Pseudo-Apuleius
Despre identitatea celui de al doilea autor de la care ne-au rămas nume de plante din limba dacilor, Pseudo-Apuleius, există prea puține informații. Coloman Vaczy înclină să creadă că el ar fi Lucius Apuleius Madaurensis, autorul Apologiei și al Metamorfozelor (Măgarul de aur). Este posibil ca acesta să fie cel care a întocmit lucrarea, păstrată în limba latină, căreia în lipsa titlului originar i s-au atribuit denumirile „De medicaminibus herbarum”, „De herbarum virtutibus” sau „Herbarius”. Se pare că scrierea provine de la sfârșitul secolului II, adică la aproximativ un secol după ce Dioscoride scrisese lucrarea sa. Dacă datarea este corectă, numele dace de plante ar fi putut să fi fost adunate chiar de pe teritoriul Daciei Traiane. Lucrarea, așa cum ajuns la noi, este scrisă neglijent, cu ortografia adesea stâlcită și cu greșeli de copiere. La fel ca în cazul transcrierii numelor de plante din limba dacă prin literele alfabetului grecesc nici la transcrierea lor prin literele alfabetului latin nu a avut cum să fie posibilă o redare corectă a unora dintre fonemele limbii dace.

## Transcrierea numelor dace
Este de reținut remarca istoricului Gheorghe I. Brătianu, care scrie că autorii greci și latini n-au reușit niciodată să transcrie perfect denumirile autohtone ale râurilor din spațiul dacic.
Alexandru Philippide insistă și el asupra aceleiași idei. El spune: „Pe teritoriul european noi știm sigur cum se pronunțau numai numirile topice latinești și grecești. Cum se vor fi pronunțat în realitate numirile topice barbare, nu știm. [...] Se poate întâmpla ca multe numiri topice românești actuale să fie directe reflexe ale numirilor barbare, pe care nu le cunoaștem în original, ci numai în reproducerile grecești și latinești, care erau de cele mai multe ori niște violente stâlcituri ale originalelor”.
Constantin Daicoviciu reține ca „indiscutabil dacici” doar șase termeni: aniaserxe (iarbă săracă), budathla (limba boului), diesema (coada vacii), dyn (urzică), mizela (cimbru), riborasta (brusture).

## Autori
Numele plantelor din lucrările lui Dioscoride și Pseudo-Apuleius au făcut obiectul studiilor mai multor savanți români, printre care:
- Bogdan Petriceicu Hasdeu (1874),
- Grigore Tocilescu,[9]
- Alexandru Papadopol-Calimah[10] beneficiind de colaborarea cu botanistul Dimitrie Brândză,
- Nicolae Drăganu (1921, 1922),
- Traian Săvulescu (1943),
- Alexandru Borza[11]
- Ioan Iosif Rusu[12]
- Constantin Daicoviciu[13]
- V. L. Bologa[14]
- H. Mihăescu.[15]

Un studiu laborios și interesant este cel publicat de botanistul clujean Coloman Váczy în lucrarea sa Nomenclatura dacică a plantelor. Unele interpretări a dat și Florentina Preda în 1978.
Între cercetătorii străini care s-au ocupat de listele de nume dacice de plante s-au aflat:
- Jakob Grimm,[17]
- C. Sprengel,
- Lambecius,
- A. Saracenus,
- J. G. Ackermann,
- E. Mayer,
- Wilhelm Tomaschek,[18]
- I. Bloch,
- J. Berendes,
- M. Neubürger,
- M. Wellmann,
- A. Premerstein,
- Dimităr Decev,[19]
- Vladimir I. Gheorghiev,[20]
- Bussenmacher,
- Daremberg,
- Sándor Lattyák.[21]

Wilhelm Tomaschek a considerat că „asemenea nume rar pot fi explicate just chiar și în limbi complet studiate, cu atât mai mult într-o limbă dispărută, necunoscută”.
Părerile savanților sunt destul de împărțite, mergând de la contestarea totală până la acceptarea totală a autenticității originii dacice a numelor.

## Interpretare botanică
Din punctul de vedere al studiului botanic și de medicină naturistă este important să se determine care sunt plantele medicinale confirmate prin cele două lucrări antice ca fiind folosite în lumea traco-dacă. Analiza listei conduce la concluzia, provizorie, că cele două lucrări se referă la un număr de 53 plante, genuri sau specii distincte. Dintre acestea au fost identificate cu destulă siguranță un număr de 50 de plante (genuri sau specii).
Comentarii despre denumirile geto-dacice de plante notate în scrierile lui Dioscorides și 
Pseudo-Apuleius și despre plantele cărora aparțin aceste fitonime se găsesc și in cartea "Contribuții la cunoașterea limbii geto-dacice. Denumirile dacice de plante" scrisă de Constantin Drăgulescu și Radu Drăgulescu, Edit. Univ. "Lucian Balga" Sibiu, 2000. Autorii analizează (alfabetic) toate numele dacice de plante, oferind informații despre presupusele etimologii si semantici ale acestora dar si despre identificarea speciilor notate sub aceste nume. Determinarea plantelor este, pentru un botanist cu experiență, relativ ușoara si sigura pentru cca. 90% dintre specii. Aproximativ un sfert dintre numele "dacice" au aceeași semantică pe care o regasim si in numele grecești și latine notate în aceleași lucrari vechi.Se precizează si timpul cand au fost culese aceste nume geto-dacice si zona de unde au fost semnalate (cele mai multe de pe teritoriul Dobrogei actuale). Deci numele sunt, cele mai multe getice, dar geții și dacii vorbeau aceeași limbă cu unele mici deosebiri.

## Interpretare lingvistică
Din punct de vedere lingvistic, sunt relevante denumirile distincte din limba dacă furnizat de cele două lucrări. Aceste denumiri pot sta la baza oricărui studiu lingvistic, chiar dacă unele dintre ele sunt variante pentru aceeași plantă.
Ioan I. Russu apreciază că numele dace de plante sunt destul de numeroase, dar au o valoare lingvistică redusă, deoarece:
- foarte puține pot fi explicate etimologic
- multe au forme corupte, iar câteva sunt imposibil de reconstituit în forma originară.

Totuși Russu consideră că ele provin de la populația dacă din nordul Dunării, și anume din Dacia Romană și include cel puțin 10-15 dintre aceste denumiri în repertoriul lexical etimologic traco-dac (respectiv explicabile „total sau în parte, cu siguranță sau cu oarecare probabilitate, prin etimologii ce prezintă trăsături fonetice 'satem' traco-dace și un oarecare sens” (L. t.-d., ed. a II-a, 1967, p. 47)) din lucrarea Limba traco-dacilor (pp. 89–130).
Existența variantelor de redare în scris a numelor dace de plante poate avea, în principal, următoarele cauze:
- diferențe de rostire ale informatorilor de la care au fost preluate, denumirile putând proveni din diferențe de rostire regionale, dialectale sau din diferențe individuale de reproducere și percepere a fonemelor de către vorbitorii de limbă dacă;
- dificultățile de transcriere cu litere grecești sau latine a unor nume rostite în limba dacă. Este posibil ca limba dacilor să fi avut unele foneme existente în limba română și care lipseau din limbile greacă și latină în momentul înregistrării numelor de plante dacice: ă, â, ș, ț, j, ge, gi, ce, ci, unii diftongi sau triftongi etc.) Despre aceasta Alexandru Papadopol Calimah scrie: „Copiștii greci au schimonosit o mulțime de autori și pătimeau firește de boala originară de a supune regulelor elenice de prosodie și de eufonie orice cuvânt străin.”[26]
- greșeli de transcriere la copierea denumirilor de la un copiator de manuscris la altul.

Existența prezumtivelor greșeli de transcriere nu poate fi exclusă. Totuși, pentru lucrările cu scop medical, copiatorii trebuiau să dea o atenție deosebită copierii, pentru a evita onfuziile cu urmări grave în tratamentele aplicate. Pentru simplificare, acceptând faptul că diferențele de scriere nu sunt totuși esențiale, se poate reține o singură variantă pentru cazurile în care există două, sau mai multe, destul de asemănătoare.

## Cuvinte comune în dacă, latină, greacă
Pe de altă parte, nu este exclus să fi existat cuvinte comune între limba dacilor și limbile greacă sau latină. Mai mult decât atât, există argumente în favoarea găsirii unor cuvinte comune în cele trei limbi. Ele pot proveni din
- substratul autohton, limbile vorbite de populațiile preindo-europene din zonă;
- fondul comun indo-european al celor trei limbi;
- împrumuturi mai noi de la o limbă la alta, explicabile prin contactele existente, timp de secole, între vorbitorii acestora.

## Variante ale numelor
Multiplele variante pentru numele aceleiași plante se pot datora, nu neapărat greșelilor copiștilor, ci mai curând dificultății transcrierii unor foneme existente în limba dacă, dar neexistente în latină sau greacă. La fel de plauzibil este ca variantele să reproducă, destul de corect, diferențe de dialect sau de grai, plauzibil să fi existat în limba daco-geților, răspândiți pe un teritoriu atât de întins.
Alexandru Papadopol Calimah analizează această problemă, a redării fonemelor dace de către vorbitorii de limbă greacă și latină, considerând că filologii români vor avea capacitatea de a găsi soluții pentru interpretarea numelor de plante păstrate de Dioscoride și de Apuleius.

## Inventar
Un inventar al numelor de plante, făcut pornind de la aceste principii, arată următoarea situație:
| Categorie de cuvinte                           | Număr | Procentaj | Observații                                                          |
| ---------------------------------------------- | ----- | --------- | ------------------------------------------------------------------- |
| Cuvinte probabil dacice                        | 57    | 73%       | Corespunde cu numărul susținut de I. I. Rusu în „Istoria Romîniei”. |
| Cuvinte posibil comune limbilor dacă și greacă | 9     | 12%       |                                                                     |
| Cuvinte posibil comune limbilor dacă și latină | 12    | 15%       |                                                                     |
| Total                                          | 78    | 100%      |                                                                     |

Dimităr Decev (Pflanzen, pp. 47–48), citat de Ioan I. Russu în Limba traco-dacilor (ed. a II-a, 1967, p. 46) are statistica aceasta:
„Din cele 40 de nume dace care apar în listele de sinonime ale lui Dioscoride, 8 (adică 20%) sînt latine (aprus, cercer, curionnecum, lax, petrina, polpum, *rutastra, *chordela), 5 (12,5%) sînt grecești (crustane, ormea, sciare, phityphtela, zuuster) și 27 (67,5%) sînt daco-trace (*anarsexe, blis, boudathla, gonoleta, dacina, dielleina = dieleia, diesema, duodela, dyn, *caropithla, *dinuboila, coala, coicolida = coicodila, cotiata, mantia, mizela, olma, priadila, prodiorna, propedila, rathibida, salia, seba, *sicunux, teudila, tulbela = tulla, zena). Listele lui Pseudo-Apuleius au 32 de apelative dace, din care 9 sînt latine (absentium rusticum, abiana, amolusta, aurumetti, bitumen, *chordela, lax, torsoria, uaticina), 8 grecești (*crustane, dracontos, eurupillene, parithia, peripomasta, sciare, scimpeax, *syreon) și 15 daco-trace (adila, apropria, budalla, caecolida, dielina, diesapter, dinubula, diodela, discopela, mantia, olma, propedila, taudila, tirsozila, usazila). Astfel, în intervalul de timp dintre alcătuirea listelor lui Dioscoride și ale lui Pseudo-Apuleius, numărul plantelor daco-trace a scăzut de la 27 la 15. În acest fapt pare a se oglindi procesul deznaționalizării dacilor, respectiv a tracilor.”

## Asemănări cu numele românești
Alexandru Papadopol-Calimah remarcă unele asemănări ale numelor dace de plante cu cele folosite de poporul român. Deși spune că lasă acest studiu în seama erudiților în materie, dă următoarele exemple:
- tura sau turitia, turice, turitia mare pentru dacicul tura;
- iedera pentru dacicul edera;
- rostopasca, rostopaste și crusta pentru dacicul crustana;
- tulpiniu, tulpinu, tulikina, știru-mic, știru-roși și torsura pentru dacicele tulpila, stirfozila și storsura;
- mazăre, măzăroi pentru dacicul mozula;
- sialia, salbia, jalea, jalea de câmp pentru dacicul salie;
- ulmul, ulmarea pentru dacicul olma;
- cicuta pentru dacicele colida, cycolida și cocalida;
- tatârca pentru dacicul tutastra.[30]

Este interesant să remarcăm că între cuvintele din limba română actuală, a căror origine dacică este recunoscută ca foarte probabilă sau chiar sigură, se găsesc, cu o pondere apreciabilă, nume de plante. Numele de plante pot fi cu ușurință incluse printre capitolele lexicului în care exista o importantă dezvoltare a formelor de civilizație daco-getă, suficientă pentru a oferi o rezistență remarcabilă la influența altor limbi, inclusiv a limbii latine. Vom adăuga aceasta la toate acele activități în care dacii excelau: păstorit, activități agricole specifice zonei geografice, apicultura, vânătoarea, pescuitul, meșteșugurile artizanale, dintre care mai ales țesutul, olăritul, prelucrarea pieilor și a lemnului.
Alte exemple de asemănări:
1) Riborasta (Dacă) și Rabarbă (Română, DEX) Riborasta (din limba dacilor) se traduce de regulă prin cuvântul brusture. Dar, printre multele identități ale brusturelui este și rabarba sălbatică
2) Caropithla, Karopithla (Dac) și  denumire populară petală.  
3) Skiare (din limba dacilor se traduce prin scai - genul Dipsacus) și Scai (Româna, DEX) Cuvântul "scai" - genul Dipsacus - este inclus de Sorin Paliga in Lexiconul elementelor autohtone (traco-dace)

## Suport pentru studierea limbii române
Cele 78 de nume dace de plante, împreună cu numele de persoane și cu denumirile geografice transmise documentar sau epigrafic, sunt desigur în continuare obiectul de studiu al lingviștilor. Ei vor putea astfel să găsească unele dintre legile specifice ale evoluției limbii dace, sub influența limbii latine, către limba română.